# Attentat de Damas du 21 février 2013
Pour les articles homonymes, voir attentat de Damas.
L'attentat de Damas du 21 février 2013 a lieu lors de la guerre civile syrienne.

## Déroulement
L'attaque, probablement coordonnée, est menée par trois kamikazes. La première attaque a lieu vers 10 heures, dans le quartier de Mazraa, au centre de Damas, lorsqu'un homme se fait exploser avec son véhicule piégé près de l'entrée du siège du parti Baas et non loin de l'ambassade de Russie. L'explosion est suivie par deux tirs de mortier sur le siège de l'état-major dans le quartier des Omeyyades. Le même jour, une autre attaque a lieu dans le quartier de Barzeh, au nord de Damas, deux autres kamikazes, chacun au volant d'un véhicule chargé d'explosif, se font sauter à proximité de deux postes des services de sécurité. Une des attaques visait la Branche 211 de la Sécurité des Renseignements,,,,.

## Responsabilité
L'attentat n'est pas revendiqué. L'agence de presse Sana accuse les rebelles, mais la CNFOR condamne l'attaque et dénonce des « actes condamnables et criminels », cependant elle n'accuse pas le régime comme elle l'avait fait par le passé pour d'autres attentats.

## Bilan humain
L'attentat est alors le plus sanglant depuis le début de la guerre civile. Selon l'Observatoire syrien des droits de l'homme (OSDH), il fait au moins 83 morts, dont 47 civils et 36 soldats, et plus de 200 blessés. Au moins 61 personnes sont tuées à Mazraa, dont 17 membres des forces de sécurité, tandis que les explosions à Barzeh font au moins 22 morts, dont 19 militaires et trois civils.
Cependant le lendemain de l'attaque, Lakhdar Brahimi, médiateur international pour la Syrie, donne un bilan encore plus élevé et affirme qu'au moins 100 personnes ont été tuées et 250 blessées. 